# دیوان نمایش
دیوان نمایش کتابِ مجموعهٔ نمایشنامه‌های بهرام بیضایی است که نخستین بار در دو دفتر در سالِ ۱۳۸۲ چاپ شد.

## متن
دیوان نمایش حاویِ متنِ بازنگری‌شدهٔ نمایشنامه‌های بهرام بیضایی است و انتشاراتِ روشنگران و مطالعات زنان منتشرش کرده است. هر دفتر پیشگفتاری از نویسنده دربارهٔ متن‌های آن دفتر و مشخّصاتِ چاپ‌های پیشین و شیوهٔ بازنگریش دارد. دفترهای یک (ده کار) و دو (هشت کار) مجموعهٔ نمایشنامه‌های نویسنده از آغاز تا پایانِ دههٔ ۱۳۴۰ است که در اردیبهشتِ ۱۳۸۲ در جشنی با حضورِ نویسنده و اکبر رادی و محمود دولت‌آبادی و محمّدرضا اصلانی و دیگرانی منتشر شد.

### فهرستِ دفترِ یکُم
- پیشگفتار / ۱
- اژدهاک (۱۳۳۸)
- آرش (۱۳۳۷ و ۱۳۴۲)
- کارنامه‌ی بُندارِ بیدَخش (۱۳۴۰ و ۱۳۷۴)
- عروسکها (۱۳۴۱)
- غروب در دیاری غریب (۱۳۴۱)
- قصه‌ی ماه پنهان (۱۳۴۲)
- پهلوان اکبر می‌میرد (۱۳۴۲)
- هشتمین سفر سندباد (۱۳۴۳)
- دنیای مطبوعاتی آقای اسراری (۱۳۴۴)
- سُلطان مار (۱۳۴۴)

### فهرستِ دفترِ دوّم
- پیشگفتار / ۲
- ضیافت (۱۳۴۶)
- میراث (۱۳۴۶)
- چهارصندوق (۱۳۴۶)
- ساحل نجات (۱۳۴۷)
- دیوان بلخ (۱۳۴۷)
- در حضورِ باد (۱۳۴۷)
- گُمشدگان (۱۳۴۸)
- راهِ توفانیِ فرمان پسرِ فرمان از میان تاریکی (۱۳۴۹)

### جلدهای بعدی
خبرِ انتشارِ دفترهای سوّم و چهارمِ دیوان نمایش نیز چند بار در روزنامه‌ها آمده است.